# Berencsbukóc
Berencsbukóc (szlovákul Bukovec) község  Szlovákiában, a Trencséni kerületben, a Miavai járásban.

## Fekvése
Miavától 9 km-re délnyugatra található.

## Története
1609-ben "Bukoc" néven említik először, Berencs várának tartozéka volt. 1715-ben 23 jobbágy és 24 zsellér háztartása létezett. 1752-ben 104 jobbágy és 45 zsellércsaládja volt. 1787-ben 112 házában 749 lakos élt. 1828-ban 125 házát 878-an lakták. Lakói mezőgazdasággal, állattartással, kézművességgel foglalkoztak.
Vályi András szerint "BUKÓCZ. Bukovecz. Tót falu Nyitra Vármegyében, birtokosai külömbféle Urak, fekszik Holicstól egy mértföldnyire. Határja szűk ugyan, de vadakkal gazdag lévén, lakosai ezeknek árúlásábol is a’ többek között pénzt kereshetnek, vagyonnyai középszerűek, második Osztálybéli."
Fényes Elek szerint "Bukócz, tót falu, Nyitra vgyében, Szobotiszthoz keletre egy mfd. Lakja 74 kath., 856 evang., 6 zsidó. F. u. a berencsi uradalom. Ut. p. Holics."
A trianoni békeszerződésig Nyitra vármegye Miavai járásához tartozott.

## Népessége
| Év:            | 1994. | 2004.   | 2014.   | 2024.   |
| -------------- | ----- | ------- | ------- | ------- |
| Emberek száma: | 455   | 415     | 421     | 424     |
| Eltérés:       |       | -8,79 % | +1,44 % | +0,71 % |

| Év:            | 2023. | 2024.   |
| -------------- | ----- | ------- |
| Emberek száma: | 425   | 424     |
| Eltérés:       |       | -0,23 % |

1910-ben 788, túlnyomórészt szlovák lakosa volt.
2001-ben 452 lakosából 440 szlovák volt.
2011-ben 420 lakosából 395 szlovák.

## Nevezetességei
- Római katolikus temploma a 17. században épült, a 18. században átépítették.
- Reneszánsz harangláb.
- Evangélikus temploma 1824 és 1829 között épült klasszicista stílusban.
- Fa haranglába a 19. század végén épült.